# Baron Danglars
Pour les articles homonymes, voir Danglars.
Le baron Danglars est un personnage de fiction du roman d'Alexandre Dumas Le Comte de Monte-Cristo.

## Biographie de fiction
Danglars puis nommé baron Danglars sous la Restauration est à l'origine un membre de l'équipage du Pharaon où Edmond Dantès occupe le poste de second. Il est agent comptable. Il trahit par ambition Edmond Dantès et cause son emprisonnement au château d'If en le dénonçant comme agent bonapartiste par une lettre anonyme la veille du mariage, avec la complicité du pêcheur Fernand Mondego, lui même amoureux de la fiancée de Dantès, Mercédès.
Le procureur de Villefort, informé de la dénonciation anonyme dont Dantès est l'objet, compatit d'abord à la situation d'Edmond et pense à le faire libérer. Edmond Dantès s’est en effet arrêté à l’Île d'Elbe pour remettre au grand maréchal un paquet contre lequel lui est remis un pli cacheté, qu'il n'ouvre pas.
Le courrier incriminatoire, dont fait mention la dénonciation anonyme pour perdre Dantès, est en réalité adressé à Noirtier, son propre père, bonapartiste de la première heure, ce qui le pousse à prendre une décision rapide : il sacrifie volontairement Edmond (qu'il ne connaît pas) au service de son ambition et de la sécurité de sa famille.
Après l'emprisonnement de Dantès, Danglars est amené par une lettre de recommandation de l'amateur Morel à exercer ses services chez un banquier espagnol. Durant la guerre d'Espagne, il est amené à travailler au service de l'armée française en compagnie de Fernand Mondego qui y travaille lui même en tant que capitaine. Il fait fortune par la suite en plaçant les sommes en bourse et devient millionnaire.
Vingt années plus tard, lorsqu'Edmond Dantès revient sous les traits du comte de Monte-Cristo, Danglars, entre-temps anobli avec le titre de baron, est devenu un banquier célèbre, richissime avec un hôtel particulier situé rue du Mont-Blanc à Paris.
Dantès le pousse alors inexorablement et méthodiquement à la ruine.
Danglars est un homme dénué de scrupules et calculateur. Il avoue notamment franchement son plan à sa fille, Eugénie, pour la culpabiliser et pour la forcer à épouser Andrea Cavalcanti. Il lui explique qu'il compte profiter de la dot supposée du jeune homme pour sauver sa banque en perdition, en raison des pertes à répétition qu'organise le Comte de Monte-Cristo pour l'acculer sûrement, lentement et inexorablement à la ruine. Il veut ainsi lui imposer ce mariage hétérosexuel alors que, lesbienne, elle entretient une relation avec la musicienne Louise d'Armilly.
Définitivement ruiné en raison de l'échec public du mariage de sa fille avec le prince Andrea Cavalcanti, il abandonne sans scrupule et sans remords sa femme, Hermine. Sa fille n'est que trop contente du scandale et s'enfuit avec Louise. Danglars s'enfuit alors en Italie avec l'argent détourné des hospices (5 millions), un dernier client lui faisant confiance. Il laisse sa femme, qui avait pris entre-temps ses précautions en investissant en bourse, riche mais déshonorée. De même, sa fille, au moyen de passeports obtenus grâce à l'intermédiaire du comte de Monte-Cristo, gagne son indépendance et entend mener sa vie d'artiste en compagnie de sa dame de chant.
Hors d'état d'échapper à son sort, il est capturé dans sa fuite vers l'Italie par la troupe de Luigi Vampa, et sa bande de hors la loi de Rome, qui est aussi aux ordres de Monte-Cristo. Il est enfermé dans une geôle dans les catacombes où il est délesté à chaque repas d'un million. Désireux de garder les derniers 50 000 francs, affamé et se mettant à délirer, il subit l'épreuve de la faim comme le père d'Edmond Dantès avant que ce dernier ne lui pardonne, pour se pardonner à lui-même en quête de rédemption.
En effet, le jeune fils du procureur Villefort, Édouard, a été empoisonné par sa mère empoisonneuse, conséquence involontaire de la machination orchestrée par le comte en révélant le passé adultérin du procureur lors d'un procès retentissant.
Après s'être repenti, il est libéré sur ordre de Monte-Cristo, qui lui a révélé alors sa véritable identité. Relâché dans la campagne italienne, il s'aperçoit en buvant dans une source que ses cheveux sont devenus blancs.
Comme s'il symbolisait le mal absolu, la lâcheté, le déshonneur, la trahison, le vol, le proxénétisme, Dumas lui refuse un prénom, qu'il accorde à ses complices humainement plus complexes : Fernand Mondego, Gérard de Villefort voire Gaspard Caderousse. Danglars est le cerveau de l'affaire, un lâche qui agit par lettre anonyme écrite de la main gauche afin d'empêcher, de par ses caractères renversés, son identification. Au contraire Fernand Mondego envisage le duel pour se débarrasser d'Edmond Dantès et épouser Mercédès avant d'accepter de poster la lettre de dénonciation. Villefort, lui, réagit après hésitation par égoïsme.
Quant à Caderousse il est seulement coupable d'avoir laissé faire, sous la pression de Danglars, après une tentative de dénoncer auprès de Villefort le complot. Quatorze années plus tard, devenu tenancier d'une auberge dans le Gard et tourmenté par le remords, il raconte tout à Dantès déguisé alors sous l'identité de l'abbé Busoni qui lui offre un diamant en récompense. Sa route se tourne à nouveau vers le crime, en assassinant le diamantaire ayant souhaité acheté  la pierre. Il est condamné au bagne à Toulon en compagnie d'Andrea Cavalcanti.
Quand Monte-Cristo annonce solennellement à Danglars son pardon (chapitre CXVI-Le pardon) il lui déclare : 

« Relevez vous, […] vous avez la vie sauve ; pareille fortune n'est pas arrivée à vos deux autres complices : l'un est fou, l'autre est mort ! »

Le comte retient donc comme complices de Danglars Gérard Villefort, qui a sombré dans la démence après la mort de son fils, et Fernand de Morcerf, qui s'est donné la mort après la découverte du vrai nom de son persécuteur : Edmond Dantès.

## À l'écran
Le baron Danglars a été incarné à l'écran par :
- Tom Santschi en 1912 dans le film Monte Cristo de Colin Campbell
- Albert Prisco en 1922 dans le film Monte Cristo de Emmett J. Flynn
- Raymond Walburn en 1934 dans le film Le Comte de Monte-Cristo de Rowland V. Lee
- Charles Dingle en 1946 dans le film The Wife of Monte Cristo d'Edgar Georg Ulmer
- Achille Millo en 1966 dans la série Il conte di Montecristo de Edmo Fenoglio
- Paul Deen en 1972 dans la série De graaf van Monte Cristo
- Donald Pleasence en 1975 dans le téléfilm The Count of Monte-Cristo de David Greene
- Roger Dumas en 1979 dans la mini-série Le Comte de Monte-Cristo de Denys de La Patellière
- Alexeï Jarkov en 1988 dans la mini-série Le Prisonnier du château d'If de Gueorgui Jungwald-Khilkevitch
- Michel Aumont en 1998 dans la mini-série Le Comte de Monte-Cristo de Josée Dayan
- Albie Woodington en 2002 dans le film La Vengeance de Monte Cristo de Kevin Reynolds
- Patrick Mille en 2024 dans le film Le Comte de Monte-Cristo d'Alexandre de La Patellière et Matthieu Delaporte